# Royal Wootton Bassett
Royal Wootton Bassett (engelskt uttal: [ˈrɔɪəl ˈwʊtən ˈbæsɪt], tidigare: Wootton Bassett) är en stad och civil parish i grevskapet Wiltshire i södra England. Staden ligger i enhetskommunen Wiltshire, cirka 8 kilometer väster om Swindon. Tätorten (built-up area) hade 13 006 invånare vid folkräkningen år 2021.